# Gareth Evans (joueur gallois de rugby à XV)
Pour les articles homonymes, voir Evans et Gareth Evans.
Ne doit pas être confondu avec Gareth Evans (joueur néo-zélandais de rugby à XV).
Pas d'image ? Cliquez ici

a Compétitions nationales et continentales officielles uniquement.

b Matchs officiels uniquement.
Gareth Lloyd Evans, né le 2 novembre 1952 à Newport, est un joueur de rugby à XV qui a joué avec l'équipe du pays de Galles de 1977 à 1978 évoluant au poste de trois quart aile. 

## Carrière
Il joue en club de Cross Keys puis avec le Newport RFC. Il connaît également deux sélections avec les Barbarians en 1978 et 1981. Il dispute son premier test match le 5 février 1977 contre l'équipe de France et son dernier test match contre l'équipe d'Australie le 17 juin 1978. Evans dispute également trois test matchs avec les Lions britanniques en 1977 contre les All-Blacks.

## Palmarès
- Vainqueur du Tournoi des Cinq Nations en 1978 (Grand chelem)

## Statistiques en équipe nationale
- 3 sélections
- Sélections par année : 1 en 1977, 2 en 1978
- Tournois des Cinq Nations disputés : 1977, 1978